# Хіло
Хіло (англ. Hilo) — переписна місцевість (CDP) в США, адміністративний центр округу Гаваї штату Гаваї. Населення — 44 186 осіб (2020), найбільш населений пункт на острові Гаваї.

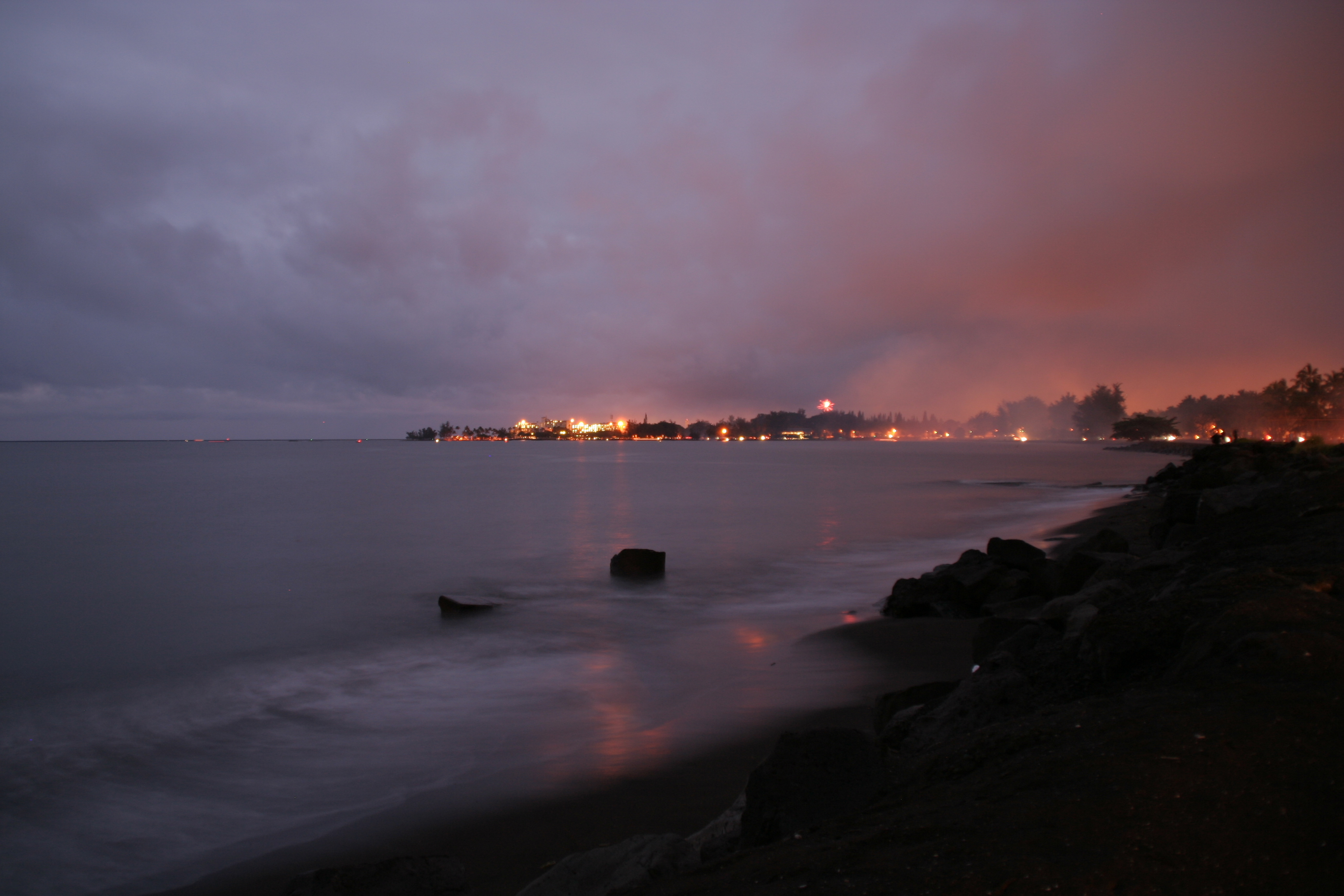
Місто Хіло святкує День Незалежності США 4 липня 2007 р.

Хіло обслуговується міжнародним аеропортом Хіло (ITO).

## Географія
Місто Хіло знаходиться на березі бухти Хіло, біля двох вулканів, Мауна Лоа та Мауна Кеа.
Розміщення Хіло на східній частині є причиною того, що вітри. що дмуть більшу частину року з гористої частини острову приносять дощі. Виміри випадів в аеропорту Хіло дають середньорічну величину 3245 мм. Таким чином Хіло є одним з найвологіших міст на планеті.
Хіло розташоване за координатами 19°41′33″ пн. ш. 155°5′4″ зх. д. / 19.69250° пн. ш. 155.08444° зх. д. (19.692437, -155.084503). За даними Бюро перепису населення США в 2010 році переписна місцевість мала площу 150,96 км², з яких 138,28 км² — суходіл та 12,68 км² — водойми.

### Клімат
| Клімат : Хіло                                       | Клімат : Хіло | Клімат : Хіло | Клімат : Хіло | Клімат : Хіло | Клімат : Хіло | Клімат : Хіло | Клімат : Хіло | Клімат : Хіло | Клімат : Хіло | Клімат : Хіло | Клімат : Хіло | Клімат : Хіло | Клімат : Хіло |
| Показник                                            | Січ.          | Лют.          | Бер.          | Квіт.         | Трав.         | Черв.         | Лип.          | Серп.         | Вер.          | Жовт.         | Лист.         | Груд.         | Рік           |
| Абсолютний максимум, °C                             | 33,3          | 33,3          | 33,9          | 31,7          | 34,4          | 32,2          | 32,8          | 33,9          | 33,9          | 32,8          | 34,4          | 33,9          | 34,4          |
| Середній максимум, °C                               | 26,1          | 26,0          | 26,1          | 26,1          | 27,0          | 27,9          | 28,2          | 28,4          | 28,5          | 28,1          | 27,1          | 26,3          | 27,1          |
| Середня температура, °C                             | 21,9          | 21,8          | 22,1          | 22,3          | 23,2          | 24,0          | 24,5          | 24,7          | 24,6          | 24,2          | 23,4          | 22,4          | 23,3          |
| Середній мінімум, °C                                | 17,7          | 17,5          | 18,1          | 18,6          | 19,4          | 20,1          | 20,7          | 20,7          | 20,9          | 20,6          | 19,6          | 18,4          | 19,4          |
| Абсолютний мінімум, °C                              | 12,2          | 11,7          | 12,2          | 14,4          | 15,0          | 16,1          | 16,7          | 17,2          | 16,1          | 16,7          | 14,4          | 12,8          | 11,7          |
| Середня кількість сонячних годин на місяць          | 161,0         | 152,0         | 152,7         | 135,9         | 155,0         | 176,9         | 167,2         | 174,9         | 161,5         | 136,3         | 115,0         | 129,0         | 1817,4        |
| Днів з дощем                                        | 16,3          | 15,8          | 21,4          | 24,9          | 23,5          | 25,1          | 26,8          | 26,8          | 24,3          | 23,6          | 23,0          | 20,6          | 272,1         |
| Вологість повітря, %                                | 76.6          | 76.0          | 78.1          | 80.2          | 78.9          | 77.4          | 79.5          | 79.5          | 79.2          | 80.0          | 80.3          | 78.7          | 78.7          |
| --------------------------------------------------- | ------------- | ------------- | ------------- | ------------- | ------------- | ------------- | ------------- | ------------- | ------------- | ------------- | ------------- | ------------- | ------------- |
| Джерело: NOAA (relative humidity and sun 1961−1990) |               |               |               |               |               |               |               |               |               |               |               |               |               |

## Демографія
Згідно з переписом 2010 року, у переписній місцевості мешкали 43 263 особи в 15 483 домогосподарствах у складі 10 287 родин. Густота населення становила 287 осіб/км². Було 16905 помешкань (112/км²).
Расовий склад населення:
| - 34,3 % — азіатів - 17,6 % — білих - 14,2 % — вихідців з тихоокеанських островів - 0,5 % — чорних або афроамериканців - 0,3 % — корінних американців |

До двох чи більше рас належало 32,5 %. Частка іспаномовних становила 10,4 % від усіх жителів.
За віковим діапазоном населення розподілялося таким чином: 21,3 % — особи молодші 18 років, 60,7 % — особи у віці 18—64 років, 18,0 % — особи у віці 65 років та старші. Медіана віку мешканця становила 40,5 року. На 100 осіб жіночої статі у переписній місцевості припадало 95,5 чоловіків; на 100 жінок у віці від 18 років та старших — 92,5 чоловіків також старших 18 років.
Середній дохід на одне домашнє господарство становив 67 065 доларів США (медіана — 53 939), а середній дохід на одну сім'ю — 80 321 долар (медіана — 69 561). Медіана доходів становила 44 881 долар для чоловіків та 37 112 долари для жінок. За межею бідності перебувало 18,3 % осіб, у тому числі 27,8 % дітей у віці до 18 років та 7,8 % осіб у віці 65 років та старших.
Цивільне працевлаштоване населення становило 19 382 особи. Основні галузі зайнятості: освіта, охорона здоров'я та соціальна допомога — 25,1 %, роздрібна торгівля — 13,6 %, публічна адміністрація — 10,2 %, мистецтво, розваги та відпочинок — 9,3 %.

## Відомі особистості
У поселенні народився:
- Раєн Гіґа (*1990) — американський ютубер і актор.